# Reus (jeu vidéo)
 (novembre 2013).
Si vous disposez d'ouvrages ou d'articles de référence ou si vous connaissez des sites web de qualité traitant du thème abordé ici, merci de compléter l'article en donnant les références utiles à sa vérifiabilité et en les liant à la section « Notes et références ».
Pour les articles homonymes, voir Reus (homonymie).
Reus est un « god game » (jeu de simulation divine) indépendant développé par Abbey Games sorti en France le 16 mai 2013. Il est inspiré d'autres god games comme Populous, Civilization ou Black and White mais aussi par des jeux tels que The Binding of Isaac.
Reus permet au joueur de prendre le contrôle de quatre géants (roche, marais, forêt et océan) sur une planète initialement vierge afin de créer une utopie pour l'humanité qui s'y installera.